# Pseudaxine mexicana
Pseudaxine mexicana är en plattmaskart. Pseudaxine mexicana ingår i släktet Pseudaxine och familjen Gastrocotylidae. Inga underarter finns listade i Catalogue of Life.